# 성룡의 신화
《성룡의 신화》(神話: The Myth)는 홍콩에서 제작된 당계례 감독의 2005년 모험, 액션 영화이다. 성룡 등이 주연으로 출연하였고 윌리 찬 등이 제작에 참여하였다.

## 출연

### 주연
- 성룡
- 김희선
- 양가휘

### 조연
- 말리카 쉐라와트
- 손주
- 소병
- 담요문
- 왕합희
- 우영광

## 기타
- 미술: 황예민
- 음악부문: 최준영